# Manta Ray (Lied)
Manta Ray (dt. „Mantarochen“) ist ein Lied des Songwriters J. Ralph. Der von J. Ralph und Antony Hegarty geschriebene und von Hegarty gesungene Song erschien am 6. November 2015 als Download und war die erste Single aus dem Soundtrack zu dem Dokumentarfilm Racing Extinction. Der Song ist als Bester Song für die Oscarverleihung 2016 nominiert. Damit ist Antony Hegarty die zweite Transfrau nach Angela Morley, die für den Oscar nominiert war.

## Entstehungsgeschichte
Regisseur Louie Psihoyos verpflichtete den Sänger und Songwriter J. Ralph für den Soundtrack des Dokumentarfilms Racing Extinction. J. Ralph kollaborierte bei One Candle mit der Sängerin Sia. Für Manta Ray ließ er sich von einem Video mit einer Aufnahme des vermeintlich letzten Gesang eines männlichen Schuppenkehlmohos inspirieren. Das männliche Exemplar wollte damit ein Weibchen anlocken, das vermutlich nicht mehr existierte. Als er den Videoclip mit der inzwischen ausgestorbenen Vogelart sah, wollte er eine Antwort auf diesen Gesang schreiben. Nachdem er die Melodie geschrieben hatte, fragte er bei Antony Hegarty von Antony and the Johnsons an, ob sie einen Text für ihn schreiben und den Gesang übernehmen wolle. Innerhalb von wenigen Stunden schrieb sie den Song fertig.
Am 1. August 2015 wurden verschiedene vom Aussterben bedrohte Tierarten auf eine Seite des Empire State Buildings projiziert. Laut New York Times handelte es sich um das erste Mal, dass dort bewegte Bilder gezeigt wurden. Die Promoaktion für den Dokumentarfilm wurde untermalt vom Song One Candle von Sia sowie Manta Ray. Das dazugehörige Video von Sia wurde später als Trailer für den Film verwendet. Ein am 2. Dezember 2015 veröffentlichtes Video zu Manta Ray zeigt Aufnahmen eines um ein Vielfaches vergrößerten Tropfen Meereswassers, die verschiedene Plankton-Arten enthalten.